# Ханамаки
Ханамаки (јап. 花巻市) град је у Јапану у префектури Ивате. Према попису становништва из 2005. у граду је живело 105.028 становника.

## Становништво
Према подацима са пописа, у граду је 2005. године живело 105.028 становника.
| 1995.   | 2000.   | 2005.   |
| ------- | ------- | ------- |
| 107.112 | 107.175 | 105.028 |